# طراحی خدمات
طراحی خدمات (به انگلیسی: Service Design)، به برنامه‌ریزی و سازمان‌دهی افراد، زیرساخت‌ها، ارتباطات و اجزای موجود در خدمات، به منظور ارتقاء سطح کیفی و همچنین بهبود نحوۀ تعامل خدمات با دریافت‌کنندگان آن گفته می‌شود.
هدف متدولوژی‌های مختلف طراحی خدمات، دایر کردن بهترین شیوه‌هایی است که بتوان خدمات را با توجه به نیاز مشتریان و همچنین قابلیت‌ها و امکانات خدمات‌دهندگان طراحی کرد. در صورت بکارگیری یک متدولوژی مناسب، خدمات برای مشتریان کاربرپسند خواهند شد و همچنین امکان رقابت را برای خدمات‌دهندگان فراهم آورده و احتمال تداوم آنها را افزایش می‌دهد.
برای این منظور، طراحی خدمات از روش‌ها و ابزارهای برگرفته از رشته‌های مختلف، از قوم‌نگاری، علوم اطلاعات و مدیریت تا طراحی تعاملی استفاده می‌کند. مفاهیم و ایده‌های طراحی خدمات معمولاً به صورت بصری، با استفاده از تکنیک‌های مختلف بازنمایی و با توجه به فرهنگ، مهارت و سطح درک سهامداران درگیر در فرایندهای خدمات، به تصویر کشیده می‌شوند. (کروکن و مرونی، ۲۰۰۶)

## تاریخچه
عنوان طراحی خدمات اولین بار توسط یک مدیر بانک و مشاور بازاریابی به نام لین شوستاک (به انگلیسی: G. Lynn Shostack)، در کتب و مقالات به کار برده شد. در ابتدا فعالیت طراحی خدمات بخشی از حوزه‌های بازاریابی و مدیریت در نظر گرفته می‌شد. به عنوان مثال، در سال ۱۹۸۲ شوستاک پیشنهاد طراحی یکپارچه‌ مواد (محصولات) و اجزای غیرمادی (خدمات) را ارائه داد.  طبق گفته او، این فرایند طراحی، با استفاده از "نقشه خدمات" قابل ثبت و مستندسازی است تا توالی وقایع و توابع اساسی آن به صورت عینی و صریح ترسیم شوند. نقشه خدمات برنامه‌ای گسترده از سفر کاربر است و این سند کلیه تعاملات کاربر با سازمان را طی یک چرخه مشخص می‌کند.
Servicescape مدلی است که توسط مری جو بیتن (Mary Jo Bitne)  و بی. اچ بومز (B.H. Booms) ارائه شد و هدف آن تاکید بر تاثیر محیط فیزیکی بر روند خدماتی است که ارائه می‌شود. همچنین تعریف رفتار مردم در محیط، طراحی محیط بر اساس اهداف سازمان و بازخوردهای مطلوبی که از آن دریافت می‌شود.

## تحصیلات طراحی خدمات
در سال ۱۹۹۱ طراحی خدمات برای اولین بار توسط استادها میشل اِرلهاف (به انگلیسی: Michael Erlhoff) و برژیت مِیگر (به انگلیسی: Brigit Mager) در دانشکده بین‌المللی طراحی کُلن به عنوان یک رشته طراحی معرفی شد. در سال ۲۰۰۴، شبکه طراحی خدمات توسط دانشکده بین‌المللی طراحی کُلن، دانشگاه کارنگی ملون، دانشگاه لینکشوپینگز، پلی‌تکنیک میلان و آکادمی داموس، با هدف ایجاد یک شبکه بین‌المللی از افراد آکادمیک و حرفه‌ای در زمینه طراحی خدمات، راه‌اندازی شد.
در سال ۲۰۰۱ اولین شرکت مشاوره طراحی خدمات و نوآوری با عنوان Livework در لندن افتتاح شد. در سال ۲۰۰۳ شرکت Engine که ابتدا به عنوان یک شرکت ایده‌پردازی در سال ۲۰۰۰ تاسیس شده بود، جایگاه خود را به شرکت مشاوره طراحی خدمات تغییر داد.